# Allan G. Bromley

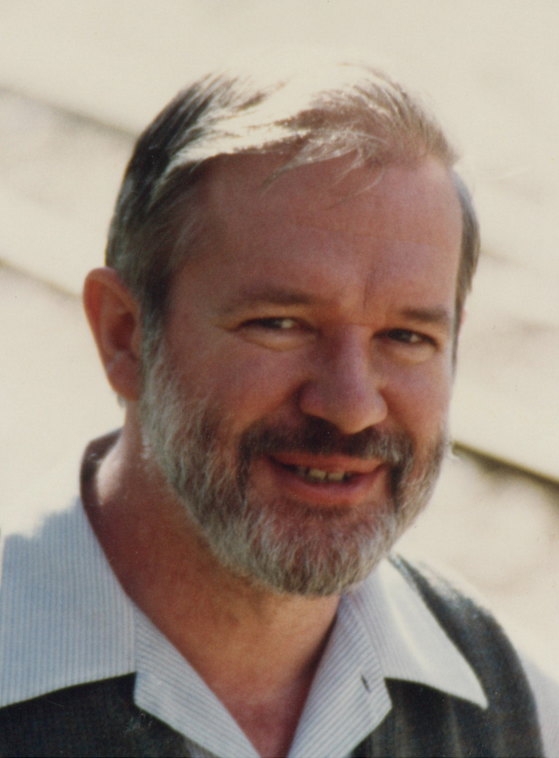
Allan Bromley

Allan George Bromley (* 1. Februar 1947 in New South Wales; † 16. August 2002 in New South Wales) war ein australischer Physiker und Computerhistoriker und Experte für die Rechenmaschinen von Charles Babbage.

## Leben und Wirken
Bromley wuchs auf einer Farm am Hawksbury River in New South Wales auf und studierte Physik an der University of Sydney mit dem Bachelor-Abschluss 1967 und der Promotion in Astrophysik 1971. Seine Dissertation über Maser-Emission in interstellaren Gaswolken erforderte umfangreiche Rechnungen, was sein Interesse an Informatik weckte. Er war zuletzt Associate Professor für Informatik an der Universität Sydney.
1998 wurde bei ihm das Hodgkin-Lymphom diagnostiziert, an dem er seit längerem litt und 2002 starb. Er war zweimal verheiratet, zuletzt ab 2000 mit Anne Mitchell.

## Charles Babbage
1979 nahm er ein Sabbatjahr und wechselte zur Computergeschichte, speziell dem Werk von Charles Babbage, dem Erbauer des ersten mechanischen Computers. Er studierte den umfangreichen Nachlass von Babbage im  Science Museum London (darunter 6000 Seiten Notizbücher in schwer lesbarer Handschrift, 300 technische Zeichnungen und mehrere hundert Notizen) und überzeugte die Leitung des Museums und den Kurator Doron Swade, dass ein Nachbau der Difference Engine Nr. 2 möglich war, was 1989 bis 1991 erfolgte.

## Antikythera-Mechanismus

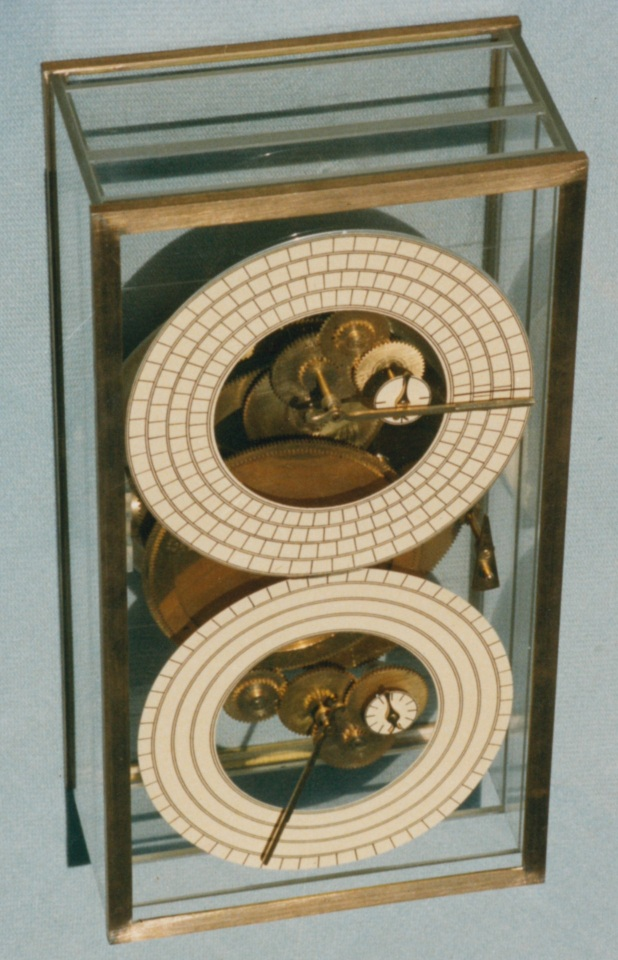
Modell des Antikythera-Mechanismus von Bromley und Percival, inzwischen überholt

Ein weiteres Projekt war der Nachbau des Mechanismus von Antikythera, wozu er nach Athen reiste, wo er tomographische Röntgenaufnahmen des Artefakts erhielt. Mit dem Uhrmacher Frank Percival unternahm er in Sydney einen Nachbau. Bei der Forschung und Rekonstruktion arbeitete er mit dem Kurator am Science Museum London Michael T. Wright (* 1948) zusammen. Sie erkannten, dass die ursprüngliche Rekonstruktion von Derek de Solla Price fehlerhaft war (unter anderem war der Saros-Zyklus zu berücksichtigen), die Rekonstruktion erwies sich jedoch als langfristiges Projekt und wurde nach dem Tod von Bromley von Wright fortgesetzt und verbessert (er präsentierte seine Rekonstruktion 2007). Das Modell von Bromley und Percival, erbaut 1985 bis 1989 (zuerst zum Test aus Meccano-Bauteilen),  ging 2017 an das Museum of Applied Arts & Sciences (Powerhouse Museum) in Sydney.

## Sammler
Seine umfangreiche Sammlung von mechanischen und elektronischen Rechnern, Rechenschiebern und Ähnlichem vermachte er teilweise dem Powerhouse Museum in Sydney, aber auch anderen Institutionen wie der Australian Computer Museum Society (ACMS), die er Anfang der 1990er Jahre mit gründete mit dem Ziel ein australisches Computermuseum aufzubauen. 2000 wurde er Honorary Associate des Powerhouse Museum und erhielt deren Distinguished Service Award. Er war in erster Linie verantwortlich dafür, dass es dem Powerhouse Museum gelang ein großes Stück der Difference Machine Nr. 1 von Babbage 1995 für 400.000 Dollar zu kaufen, eines von nur drei erhaltenen Exemplaren. Prunkstücke seiner Sammlung waren britische mechanische automatische Rechner für Flugabwehrgeschütze aus dem Ersten Weltkrieg (die aber auch noch im Zweiten Weltkrieg verwendet wurden). Einen Teil von Australiens zweitem elektronischen Computer, dem SILLIAC, aus seinem Besitz vermachte er dem Powerhouse Museum. Der erste elektronische Computer überhaupt und auch Australiens Erster ist der CSIRAC im Melbourne Museum.
Er besaß auch das einzige erhaltene Exemplar einer automatischen Totalisiermaschine für Rennwetten, die von dem australischen Ingenieur George Julius 1913 gebaut wurde. Sie gilt als frühester Echtzeit-Computer. Das Exemplar wurde geteilt und befindet sich jeweils zu gleichen Teilen im Powerhouse Museum, bei der ACMS und der New South Wales Tabcorp.

## Ehrungen
Die Ausgabe von Oktober und Dezember 2000 der IEEE Annals of the History of Computing sind ihm gewidmet.

## Schriften (Auswahl)
- Charles Babbage’s Analytical Engine, 1838, IEEE Annals of the History of Computing, Band 4, Nr. 3, 1982, S. 215
- The Evolution of Babbage’s Calculating Engines, IEEE Annals of the History of Computing,  Band 9, Nr. 2, 1987, S. 113–136
- Difference and Analytical Engines, in William Aspray (Hrsg.), Computing Before Computers, Iowa State University Press 1990.

Details zu seiner Arbeit am Antikythera-Mechanismus wurden in dem Buch Decoding the Heavens von Jo Marchant (Heinemann 2008, Da Capo 2009) dargestellt. Die Darstellung der Zusammenarbeit von Wright und Bromley in dem Buch wurde kritisiert.